# Natuurlijk kapitaal
Natuurlijk kapitaal is de voorraad aan natuurlijke ecosystemen die een stroom van waardevolle producten en diensten voortbrengt, nu en in de toekomst. Het is de uitbreiding van het economische begrip kapitaal (vervaardigde productiemiddelen) met de producten en diensten die de natuurlijke omgeving voortbrengt. Bijvoorbeeld, een bos of een vispopulatie brengt een stroom van nieuwe bomen of vis voort, een stroom die oneindig kan doorgaan. Natuurlijk kapitaal kan ook diensten leveren zoals afbreken van verontreinigingen, waterberging en erosiebestrijding. De stroom van diensten uit ecosystemen vereist dat zo’n systeem goed en volledig functioneert. Daarom zijn de structuur en de diversiteit van de systemen belangrijke onderdelen van het natuurlijk kapitaal. Naast natuurlijk kapitaal geldt ook sociaal kapitaal als een uitbreiding van het begrip kapitaal. De economische wetenschap die ernaar streeft de geldwaarde van natuurlijk kapitaal en sociaal kapitaal mee te rekenen in boekhoudkundige berekeningen zoals bedrijfsbalansen en winst- en verliesrekeningen heet True Cost Accounting of Full-cost Accounting.

## Geschiedenis van het concept
In Natural Capitalism: Creating the Next Industrial Revolution (Paul Hawken; Amory Lovins; Hunter Lovins, 1999) wordt de wereldeconomie gepresenteerd als onderdeel van de grotere economie van of natuurlijke hulpbronnen en ecosysteemdiensten die ons in leven houden. Alleen door deze essentiële relatie met de waardevolle hulpbronnen die de aarde levert te (h)erkennen, kunnen bedrijven en de mensen die daarvan leven, voortbestaan.
Volgens de auteurs hangt de "volgende industriële revolutie" af van de ondersteuning van vier strategieën: "de instandhouding van de hulpbronnen door middel van effectievere productieprocessen, het hergebruik van materialen gevonden in natuurlijke systemen, een verandering in waarden van kwantiteit naar kwaliteit, en investeren in het natuurlijk kapitaal, of herstellen en in stand houden van natuurlijke hulpbronnen."
In een traditionele economische analyse van de productiefactoren, werd natuurlijk kapitaal gewoonlijk geclassificeerd als "land", te onderscheiden van "kapitaal" in zijn oorspronkelijke betekenis. Het historische onderscheid tussen "land" en "kapitaal" definieerde “land” als van nature voorkomend en met een vast aanbod, terwijl “kapitaal” zoals oorspronkelijk gedefinieerd, alleen verwees naar door de mens gemaakte goederen (zie bijvoorbeeld Progress and Poverty van Henry George, 1879).
Gesteld wordt dat het misleidend is om ze te zien alsof die productiecapaciteit alleen door de natuur bepaald wordt, omdat natuurlijk kapitaal kan worden verbeterd of verslechterd door de acties van de mens in de loop van de tijd (zie Tragedie van de meent). Bovendien leveren zij baten die geoogst worden door mensen: 17 van die diensten zijn nauwkeurig geanalyseerd door Robert Costanza. Deze baten zijn vergelijkbaar met die, welke eigenaars van infrastructuur produceren: vergelijk een fabriek die auto’s produceert met een appelboom die appels produceert.
De term werd voor het eerst gebruikt in 1973 door E.F. Schumacher in zijn boek Small Is Beautiful en wordt nauw geïdentificeerd met Herman Daly, Robert Costanza, het Biosphere 2 project, en het Natural Capitalism economisch model van Paul Hawken, Amory Lovins, en Hunter Lovins.

## Internationale samenwerking
Inmiddels werken ecologen samen met economen om de waarden van ecosystemen te meten en uit te drukken (Edwards et al., 1998; Naidoo et al., 2009; Zhoua et al, 2009). Op instigatie van de Verenigde Naties brachten in 2001-2005 ruim 1300 experts vanuit de hele wereld in de zgn Millennium Ecosystem Assessment de afname in ecosysteemdiensten in kaart.
In 2007 werd de zgn TEEB-studie gelanceerd, door Duitsland en de Europese Commissie naar aanleiding van een voorstel door de G8+5 ministers van milieu in Potsdam voor een wereldwijde studie over de economie van het verlies aan biodiversiteit. De tweede fase van de TEEB-studie werd gehost door de Verenigde Naties milieu milieuprogramma (UNEP) met de steun van o.a. de Europese Commissie, Duitse Bondsministerie van milieubeheer, natuurbehoud en nucleaire veiligheid en het Britse ministerie van milieubeheer, voedselvoorziening en plattelandszaken.
O.b.v. werk van het Europees Milieuagentschap is in 2010 een gemeenschappelijke internationale classificatie van ecosysteemdiensten (Common International Classification of Ecosystem Services, CICES) ontwikkeld.
De CICES ondersteunt het werk aan de SEEA: een samenhangend geheel van indicatoren en beschrijvende statistiek, dat onder aansturing van de VN-Commissie van deskundigen in milieu-economische accounting (UNCEEA) is afgeleid uit de nationale rekeningen rond een breed scala van beleidsterreinen, zoals groene economie/groene groei, beheer van natuurlijke hulpbronnen en duurzame ontwikkeling. Dit systeem bevat de internationaal overeengekomen standaard concepten, definities, classificaties, boekhoudregels en tabellen voor het opstellen van internationaal vergelijkbare statistieken over het milieu en de relatie met de economie. De SEEA is een flexibel systeem: de uitvoering ervan kan worden aangepast aan specifieke situaties en de prioriteiten van landen. De definitieve, officiële versie van het centrale kader van SEEA is gepubliceerd in februari 2014.

## Monetaire waarde
Onderzoekers hebben geprobeerd een dollarprijs te plaatsen op bijvoorbeeld de waarde die de Canadese taiga bijdraagt aan mondiale ecosysteemdiensten. Mits ecologisch intact, heeft de Canadese taiga een geschatte waarde van US$3.7 biljoen. Dit ecosysteem is een van de grote atmosferische regelaars van onze planeet, en houdt meer koolstof vast dan elk ander bioom op de planeet (Johnsson et al, 2009)).
De jaarlijkse waarde voor ecosysteemdiensten van de Canadese taiga is geschat op US$93.2 miljard, oftewel 2.5 groter dan de jaarlijkse waarde van grondstoffenwinning. De gemiddelde economische waarde van 17 ecosysteemdiensten voor de hele biosfeer (berekend in 1997) wordt geschat op US$33 biljoen per jaar (Constanza et al, 1997). Deze ecologische economische waarden worden momenteel niet meegenomen in berekeningen van nationale winst- en verliesrekeningen, het BBP, en ze hebben geen prijskenmerken omdat ze grotendeels buiten de wereldmarkten vallen (Ferguson, 2005).
Het verlies van natuurlijk kapitaal blijft versnellen en bleef lange tijd onopgemerkt of genegeerd door de mainstream monetaire analyse (Wakernagel et al, 1997).